# Emosiderinuria
Si definisce come emosiderinuria la presenza nelle urine di Emosiderina.
L'emosiderinuria si presenta nei casi cronici di emolisi intravascolare, a causa della liberazione massiva di emoglobina l'aptoglobina non risulta sufficiente a veicolarla. Viene dunque filtrata a livello renale e riassorbita a livello del tubulo contorto prossimale, il ferro viene dunque recuperato e trasportato dalla transferrina. Le cellule del tubulo contorto prossimale rilasciano dunque l'emosiderina, che viene escreta con le urine conferendo a queste il classico colore marrone. Ciò è riscontrabile circa 2-3 giorni dopo l'avvenuta emolisi.
L'emoglobinuria risulta essere un altro indicatore di emolisi intravascolare, cessando tuttavia molto prima rispetto all'emosiderina che può essere riscontrata nelle urine per diverse settimane.